# پول خون (بریکینگ بد)
پول خون (انگلیسی: Blood Money) «پول خون» نهمین قسمت از فصل پنجم سریال تلویزیونی آمریکایی بریکینگ بد و پنجاه و پنجمین قسمت کلی این سریال است. این فیلم به نویسندگی پیتر گولد و کارگردانی برایان کرانستون در ۱۱ اوت ۲۰۱۳ از شبکه AMC در ایالات متحده و کانادا به عنوان اولین پخش میان فصل پخش شد.